# Mảng Cimmeria

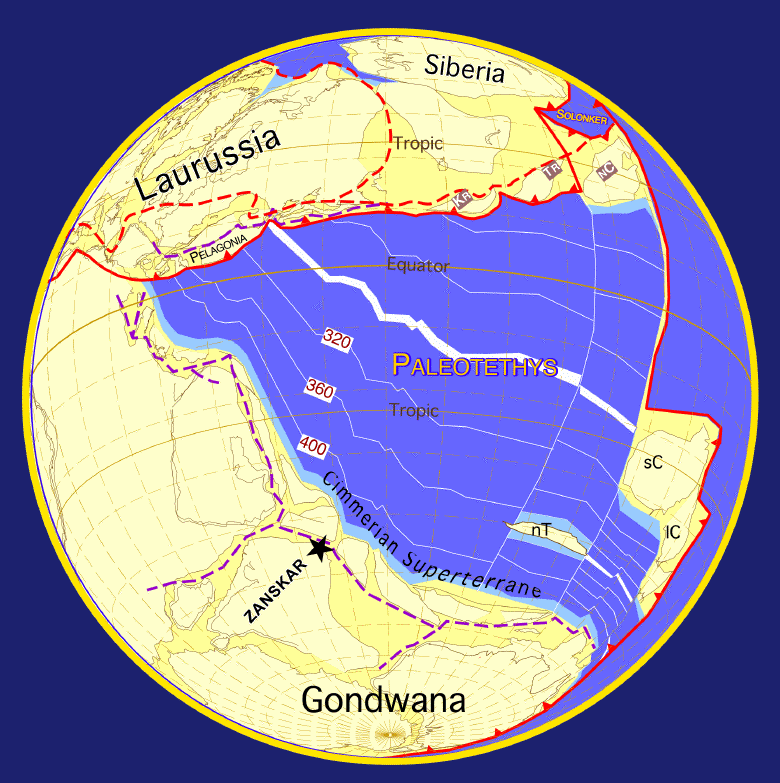
Mảng Cimmeria vẫn còn gắn với Gondwana. ~290 Ma (Tiền Permi)

Mảng Cimmeria là một mảng kiến tạo cổ đại bao gồm các phần ngày nay thuộc Anatolia (Tiểu Á), Iran, Afghanistan, Tây Tạng, Đông Dương và Malaya. Mảng Cimmeria trước đây là một phần của siêu lục địa cổ đại Pangaea. Pangaea có hình dạng giống như một chữ "C" khổng lồ, quay mặt về phía đông và bên trong chữ "C" này là đại dương Paleo-Tethys. Hai tiểu lục địa, ngày nay là các phần thuộc Trung Quốc, nằm ở phần mở rộng về phía đông của đại dương Paleo-Tethys. Khoảng 300 Ma (triệu năm trước), một đường rạn nứt đã bắt đầu mở từ phía đông, tách một vòng cung dài và mỏng ra khỏi phần bên trong của nhánh phía nam của siêu lục địa Pangea này, khi đó bao gồm các khu vực ngày nay là Australia, châu Nam Cực, Ấn Độ và châu Phi cùng Arabia. Tiểu lục địa mới được gọi là Cimmeria. Phía sau tiểu lục địa mới này thì đường rạn nứt tạo thành một đại dương mới, gọi là đại dương Tethys. Khi biển Tethys mở rộng ra, nó ép Cimmeria và đáy của đại dương Paleo-Tethys về phía bắc về hướng Laurasia, nhánh phía bắc của Pangaea.

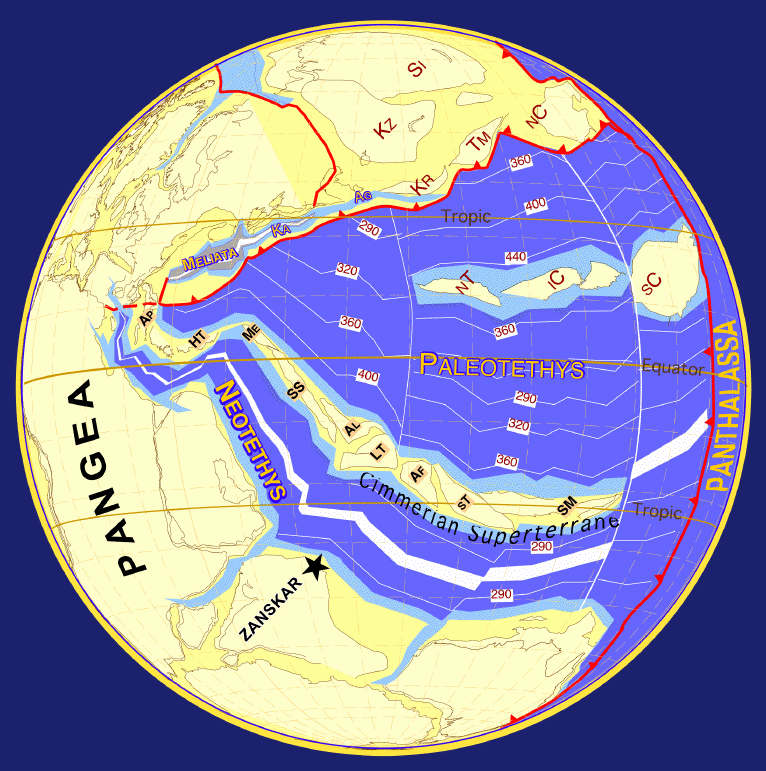
Mảng Cimmeria bắt đầu di chuyển về phía bắc, về hướng siêu lục địa Laurasia. ~249 Ma (ranh giới Permi-Trias)

Khi nó di chuyển về phía bắc, đáy của đại dương Paleo-Tethys bị chìm lún xuống dưới Laurasia và lục địa Cimmeria cuối cùng đã va chạm với Laurasia, bắt đầu từ rìa phía tây vào khoảng 220 Ma, và đại dương Paleo-Tethys bắt đầu biến mất, khép lại từ phía tây sang phía đông. Sự va chạm của hai lục địa làm nổi lên các dãy núi dọc theo đường ráp nối, gọi là kiến tạo sơn Cimmeria. Ở rìa phía đông của nó, Cimmeria va chạm với các tiểu lục địa Trung Hoa vào khoảng 200 Ma, và kiến tạo sơn Cimmeria đã mở rộng dọc theo toàn bộ ranh giới phía bắc của mảng kiến tạo này. Phần lớn dấu tích sót lại của đại dương Paleo-Tethys đã biến mất vào khoảng 150 Ma. Núi được tạo ra nhiều hơn khi rìa phía bắc của các mảng Trung Hoa va chạm với phần phía đông của Laurasia. Sau khi nó va chạm với Laurasia vào khoảng 200 Ma (Tiền Jura) thì rãnh Tethys được hình thành ở phía nam Cimmeria, làm ẩn chìm biển Tethys và tạo thành các vòng cung đảo cùng các dãy núi mới trong khu vực.

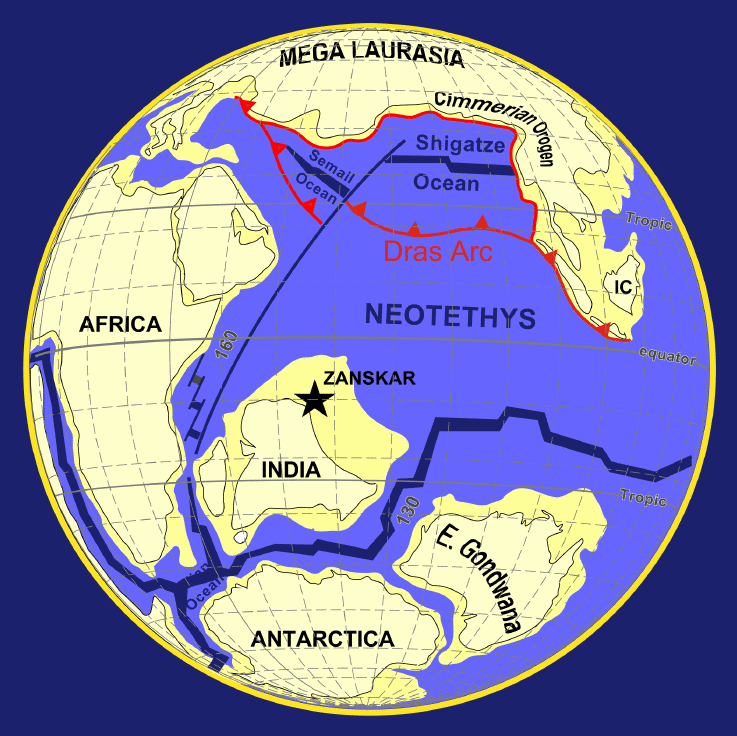
Mảng Cimmeria va chạm với Laurasia khoảng 200 - 190 Ma. Sự va chạm của nó hình thành ra các dãy núi và rãnh Tethys. ~100 mya (Trung Phấn trắng)

Đường rạn nứt Tethys cuối cùng trải rộng theo hướng tây để tách đôi Pangaea và Đại Tây Dương đang mở rộng khi đó đã tách siêu lục địa phía bắc là Laurasia ra khỏi siêu lục địa phía nam là Gondwana. Khoảng 150 Ma, Gondwana cũng bắt đầu rạn nứt và tách xa các phần khỏi nhau. Các lục địa Ấn Độ và châu Phi-Arabia bắt đầu trôi dạt về phía bắc, hướng về phía Laurasia, với Cimmeria khi đó tạo thành vùng bờ biển phía nam. châu Phi-Arabia và Ấn Độ cuối cùng cũng va chạm với châu Á vào khoảng 30 Ma, tái hợp nhất Cimmeria với các cựu hàng xóm Gondwana của nó, làm oằn và gây uốn nếp cựu lục địa Cimmeria để hình thành nên các dãy núi như Alps, Kavkaz, Zagros, Hindu Kush và Himalaya hay còn gọi là kiến tạo sơn Alps.